# Mila Sivacká
Mila Oleksivna Syvatska (ukrajinsky Міла Олексіївна Сивацька; * 3. prosince 1998, Kyjev) je ukrajinská filmová herečka, známá díky roli Vasilisy v ruské fantasy trilogii Poslední bohatýr.

## Život
V dětství se věnovala tanci. V roce 2011 se zúčastnila ukrajinského národního výběru do soutěže Junior Eurovision Song Contest jako členka dívčí skupiny. Následující rok se zúčastnila talentové soutěže The Voice. Pracovala jako fotomodelka, objevovala se na obálkách dětských časopisů a katalogů. Byla moderátorkou pořadu UA:First. Ve filmech začala hrát již od svých deseti let.
V 19 letech ztvárnila jednu z hlavních rolí v ruské pohádkové komedii Poslední bohatýr (2017), která se po měsíci od uvedení stala nejvýdělečnějším filmem v historii ruské kinematografie.
V dubnu 2022 jí byl kvůli její kritice ruské invaze na Ukrajinu zakázán vstup na území Ruské federace.

## Filmografie
- 2013 a 2014 – Muhtar's Return jako Angela (sezona 8); Dasha (sezona 9)
- 2014 – Synevyr jako Ivanka
- 2017 – Poslední bohatýr jako Vasilisa
- 2020 – Poslední bohatýr: Kořen zla jako Vasilisa
- 2020 – Cossacks. Absolutely False Story jako Mariana
- 2021 – Poslední bohatýr: Posel temnoty jako Vasilisa